# Maziepowka
Maziepowka (ros. Мазеповка) – wieś (ros. село, trb. sieło) w zachodniej Rosji, centrum administracyjne sielsowietu oktiabrskiego w rejonie rylskim obwodu kurskiego.

## Geografia
Miejscowość położona jest 4,5 km od centrum administracyjnego sielsowietu oktiabrskiego (Stiepanowka), 12 km od centrum administracyjnego rejonu (Rylsk), 94,5 km od Kurska.
W granicach miejscowości znajdują się 142 posesje.

## Historia
Wieś została założona przez ukraińskiego hetmana Iwana Mazepę w roku 1703. Ziemię pod jej budowę otrzymał od cara Piotra. Po tym jak hetman przeszedł na stronę szwedzkiego króla Karola XII Wittelsbacha car ziemie zdrajcy przekazał swojemu współpracownikowi księciu Mienszykowowi. 2 lata po śmierci cara książę popadł w niełaskę i został zesłany wraz z rodziną na Syberię, a Meziepowka kolejny raz skonfiskowana. Właścicielką stała się pierwsza żona Piotra I caryca Jewdokia Łopuchina. Po jej śmierci, majątek trafił do skarbca, a następnie caryca Anna Romanowa przekazała go wiceadmirałowi floty Nikołajowi Fiodorowiczowi Gołowinowi. Wnuczka tegoż wniosła Maziepowkę w posagu wychodząc za mąż za księcia Bariatyńskiego. Wkrótce wszystkie dawne majątki hetmana Mazepy przeszły w ręce rodu książąt.

## Demografia
W 2010 r. miejscowość zamieszkiwało 78 osób.